# Carl Atterling
Carl Ackfeld Atterling född 19 februari 1882 i Motala, död 31 januari 1934 i Nässjö, var en svensk författare och konstnär.
Han var son till skräddarmästaren G.A. Andersson och makan född Jonsson, och bror till konstnären Sven Atterling.
Atterling arbetad till en början som tidningsman i Motala men sadlade om och studerade konst i Tyskland och Amerika.
Hans konst består av expressionistiskt hållna figurmålningar.